# Дуїліо Сантагостіно
Дуїліо Сантагостіно (італ. Duilio Santagostino, 15 квітня 1914, Турин — 6 жовтня 1982, там само) — італійський футболіст, що грав на позиції захисника.
Чемпіон Італії у складі «Ювентуса».

## Ігрова кар'єра
Виступав у складі «Ювентуса» на позиції захисника. При наявності зіркової пари захисників Вірджиніо Розетта — Умберто Калігаріс, майже не грав за першу команду, виступаючи в дублі. 28 травня 1933 року дебютував у складі «Ювентуса» в матчі Серії А проти «Фіоррентіни», що завершився перемогою 5:0.
Влітку 1934 року зіграв у складі «Ювентуса» в Кубку Мітропи. В півфінальних матчах не зумів зіграти Розетта, якого замінив Сантагостіно. Туринці за сумою двох матчів поступились австрійській «Адмірі» (1:3, 2:1).
Ще один офіційний матч у складі «Ювентуса» зіграв у травні 1936 року в матчі Кубка Італії проти «Фіорентіни». Грав у захисті в парі з Альфредо Фоні, а матч завершився поразкою «Юве» з рахунком 1:3. Загалом у складі «Ювентуса» зіграв у 1932—1936 роках лише 8 матчів з врахуванням товариських.
Протягом 1937—1940 років грав у команді Серії В «Б'єллезе».
Пізніше захищав кольори клубів нижчих дивізіонів «Савільяно» і «Сеттімезе».
Помер 6 жовтня 1982 року на 69-му році життя у місті Турин.

### Статистика виступів у кубку Мітропи
| №                      | Розіграш               | Стадія                 | Дата та місце проведення | Команда 1              | Рахунок | Команда 2       | Голи та інші дії |
| ---------------------- | ---------------------- | ---------------------- | ------------------------ | ---------------------- | ------- | --------------- | ---------------- |
| 1                      | 1934                   | 1/2                    | 25.07.1934, Відень       | Адміра (Відень)        | 3:1     | Ювентус         |                  |
| 2                      | 1934                   | 1/2                    | 29.07.1934, Генуя        | Ювентус                | 2:1     | Адміра (Відень) |                  |
| Всього у кубку Мітропи | Всього у кубку Мітропи | Всього у кубку Мітропи | Всього у кубку Мітропи   | Всього у кубку Мітропи | 2       |                 | 0                |

## Титули і досягнення
- Чемпіон Італії (3):

«Ювентус»: 1932–1933, 1933–1934, 1934–1935